# Sankt Johannes kyrka, Tartu
Sankt Johannes kyrka (estniska: Jaani kirik) är en kyrkobyggnad i Tartu i Estland. 
De äldsta delarna av Sankt Johannes kyrka är från 1300-talet, och kyrkan var ursprungligen en katolsk kyrka. Det fanns en tidigare kyrkobyggnad på samma plats åtminstone från första hälften av 1200-talet. Arkeologiska undersökningar har indikerat att det skulle kunna ha funnits en träkyrka på platsen redan på 1100-talet, vilket i så fall var från den allra tidigaste kristna tiden i landet. Den röda tegelbyggnaden har genomgått ett stort antal betydande förändringar under åren, till exempel efter Stora nordiska kriget och efter Slaget om Tartu. Dess barockkapell tillkom 1746 och 1769. Kyrkan tillhör Estniska evangelisk-lutherska kyrkan.
Den stora stadsbranden i Tartu 1775 började nära kyrkan, men både kyrkan och det närbelägna Uppsala maja klarade sig från branden.
På utsidan av kyrkan finns figuriner av terracotta. Från början fanns mer än ett tusen handgjorda och individuella statyetter, av vilka omkring 200 är bevarade.

## Bildgalleri

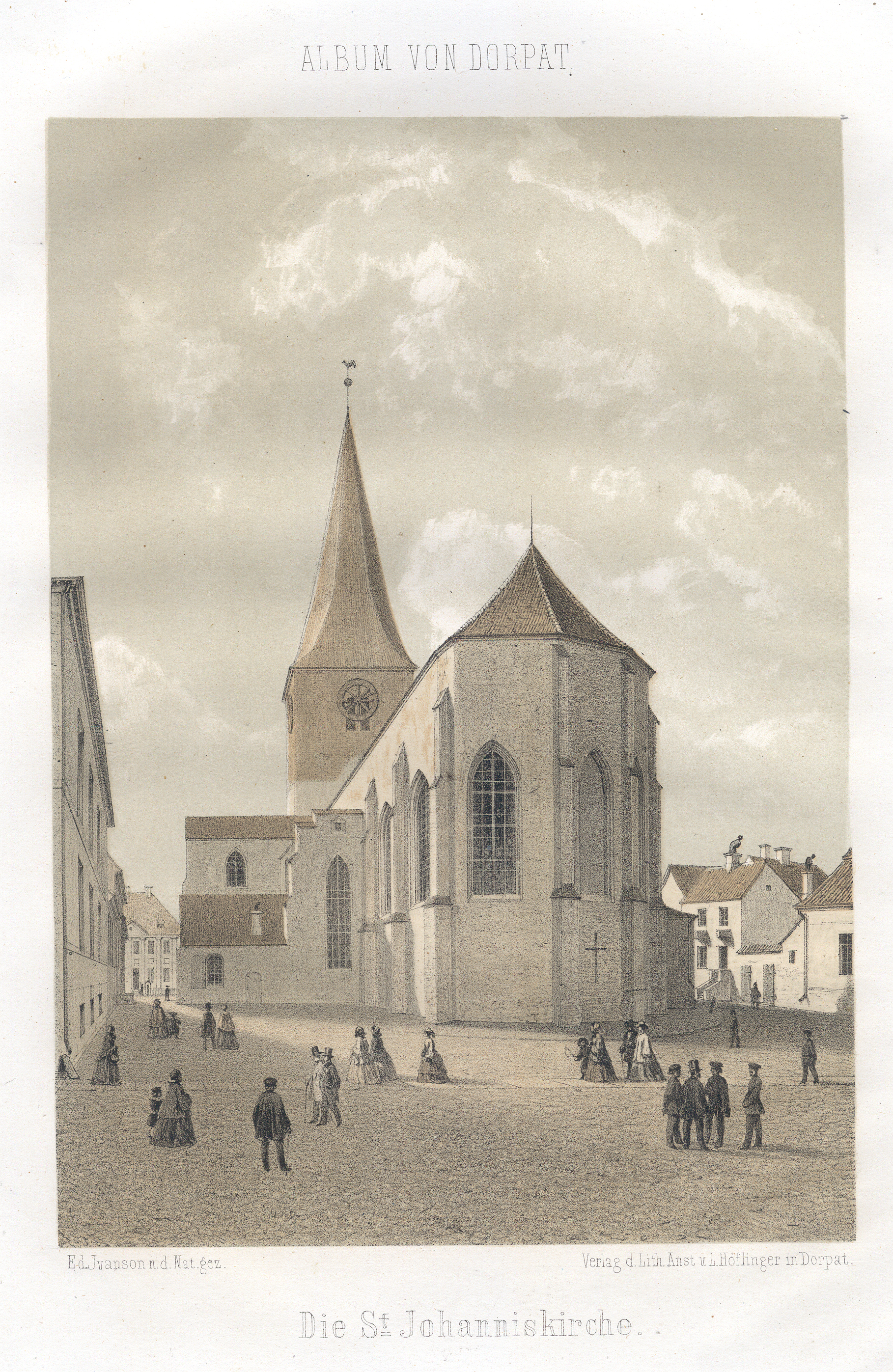
Sankt Johannes kyrka 1860 av Louis Höflinger
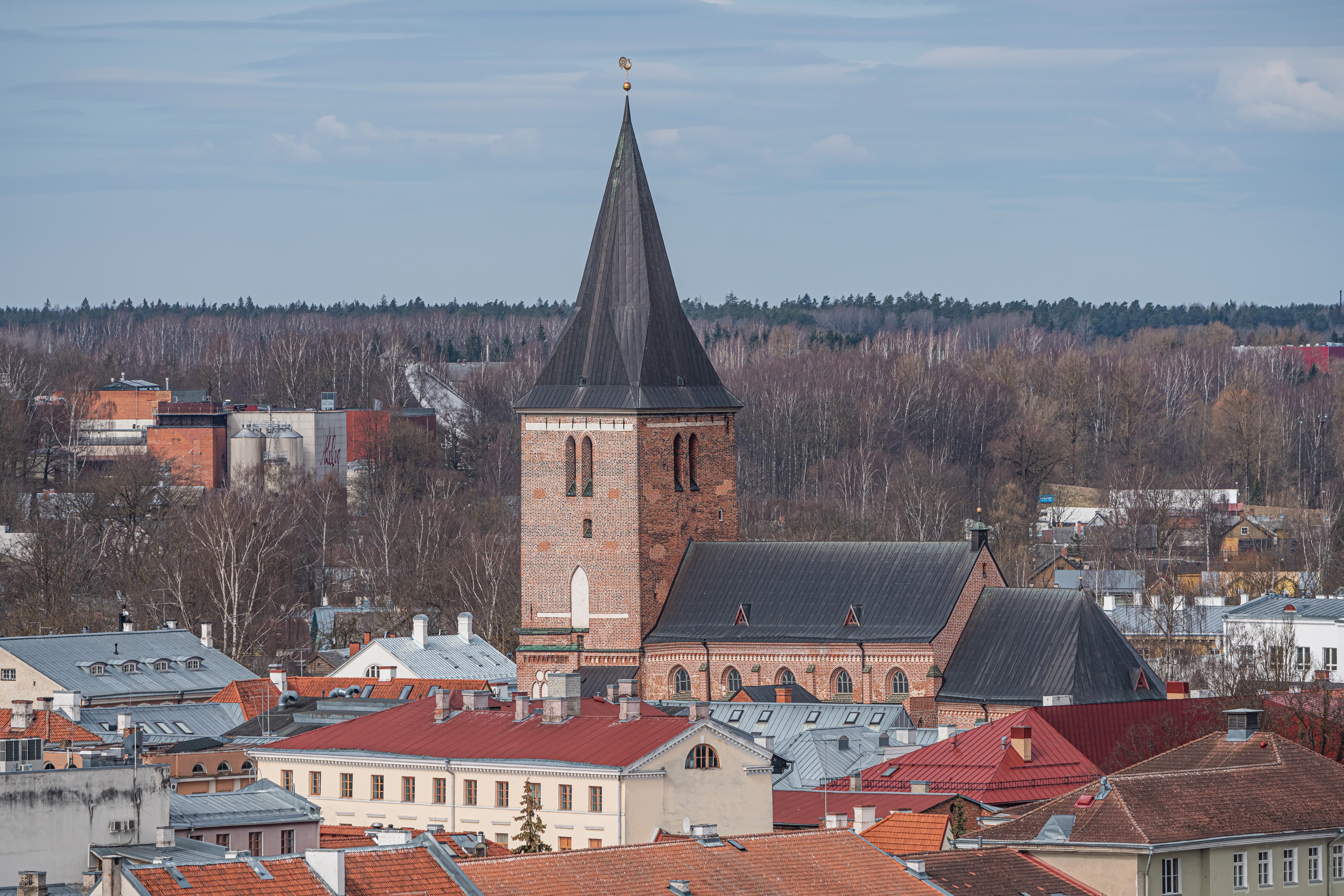
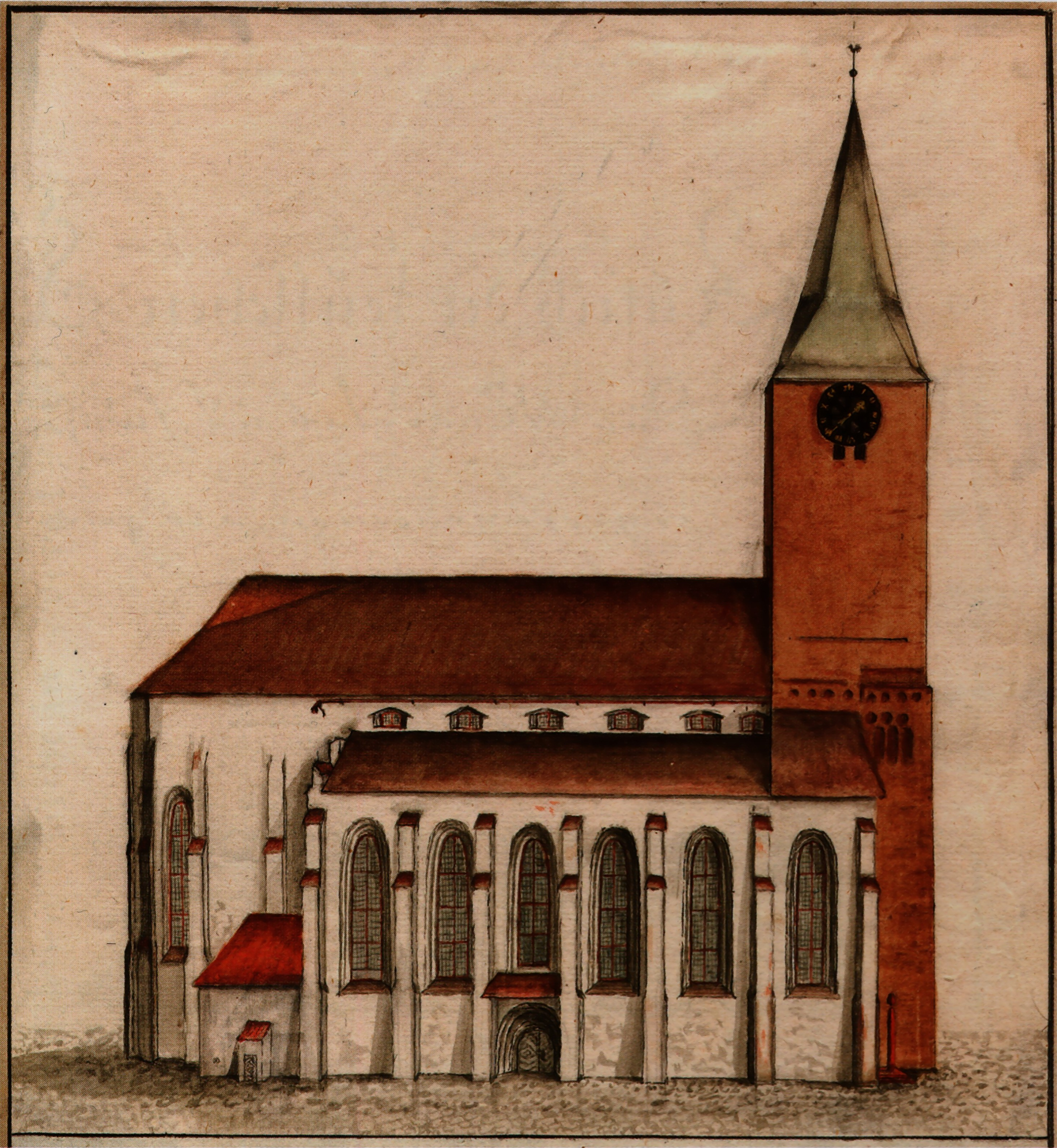
Sankt Johannes kyrka 1794
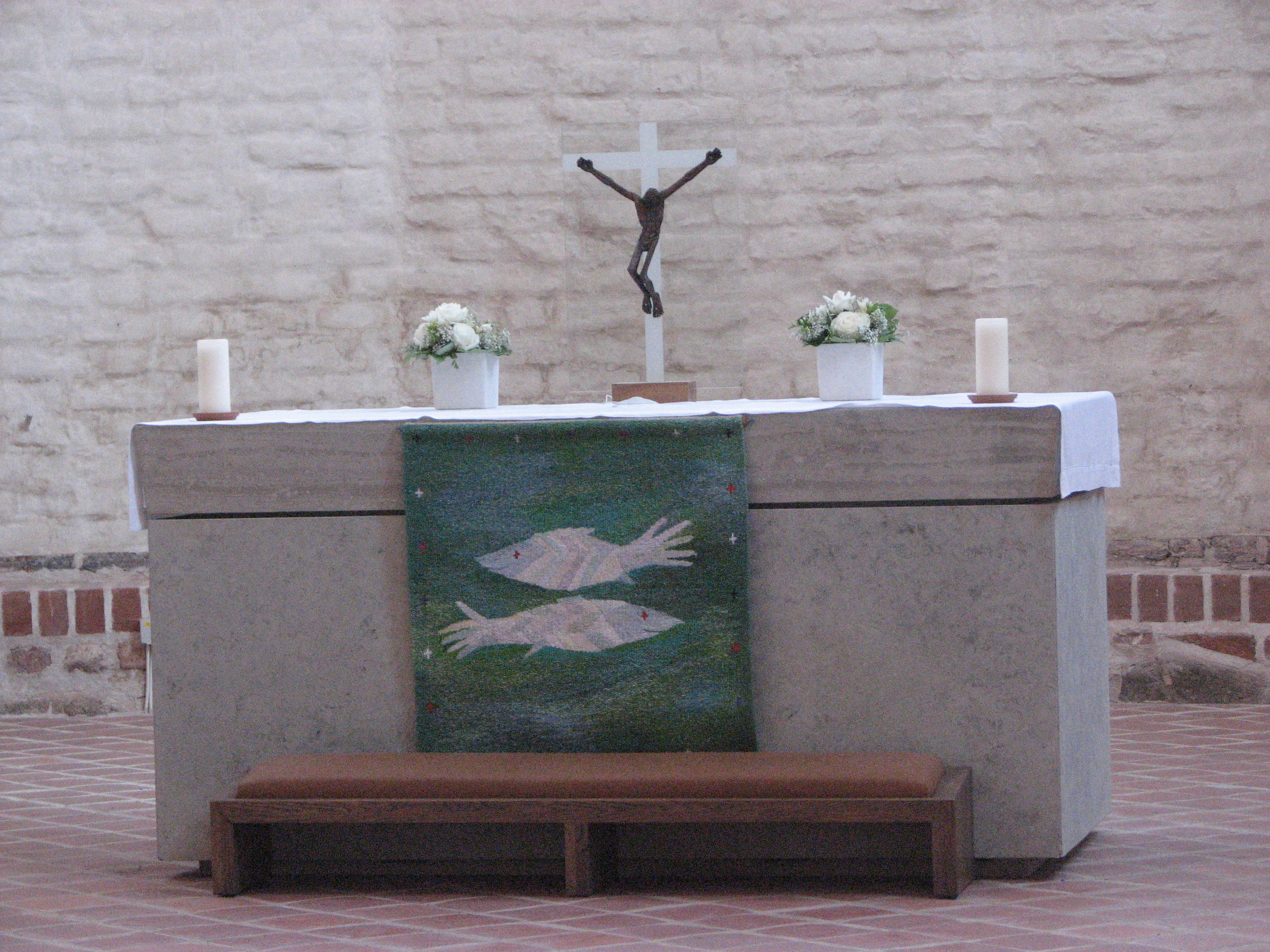
Altaret
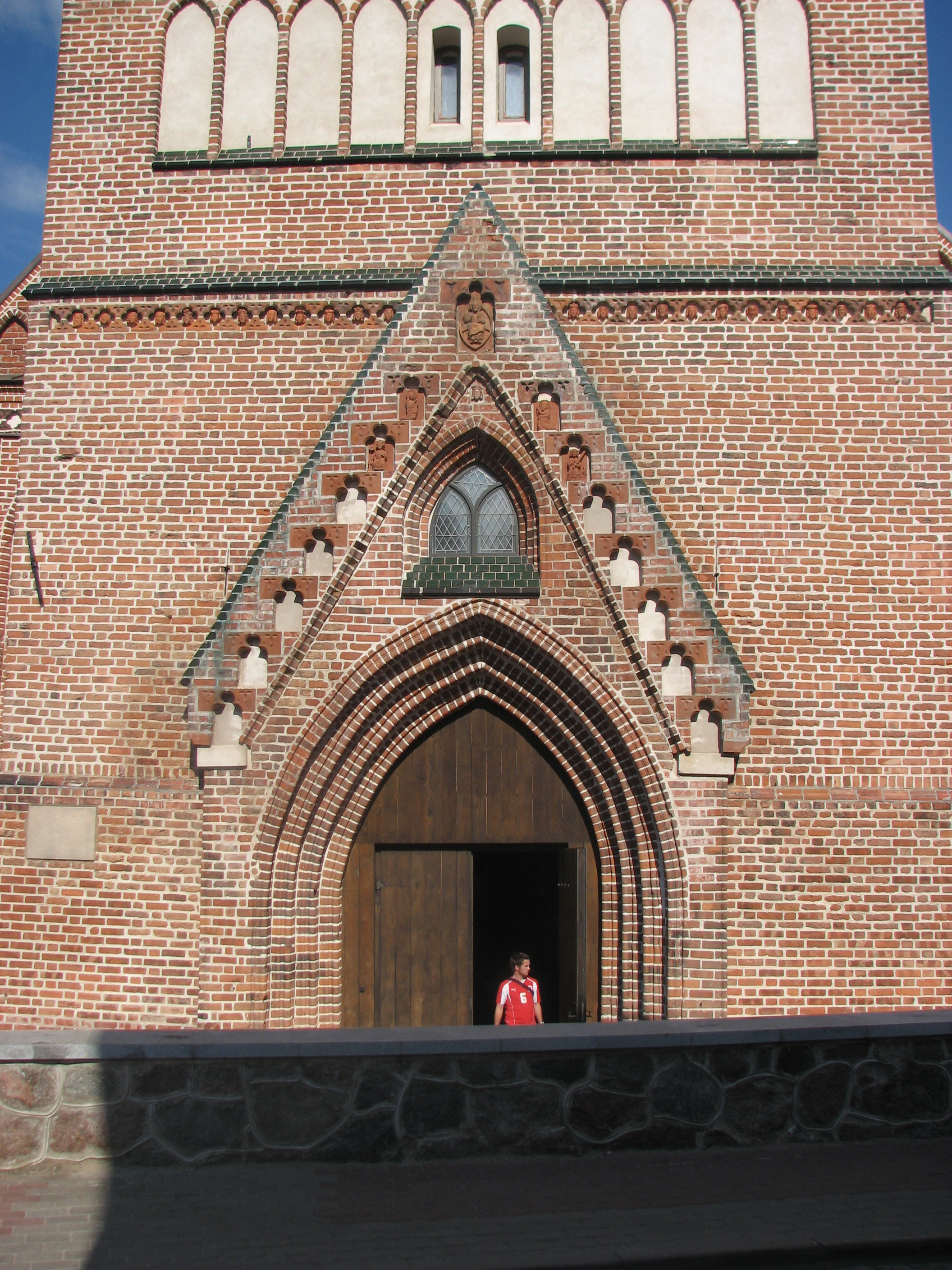
Entrén